# Komet NEAT 10
Komet NEAT 10 ali 189P/NEAT je periodični komet z obhodno dobo okoli 5,0 let. Komet pripada Jupitrovi družini kometov Spada tudi med blizuzemeljska telesa (NEO) .

## Odkritje
Komet so odkrili 3. avgusta 2002 v okviru programa NEAT.